# Camaret-sur-Mer

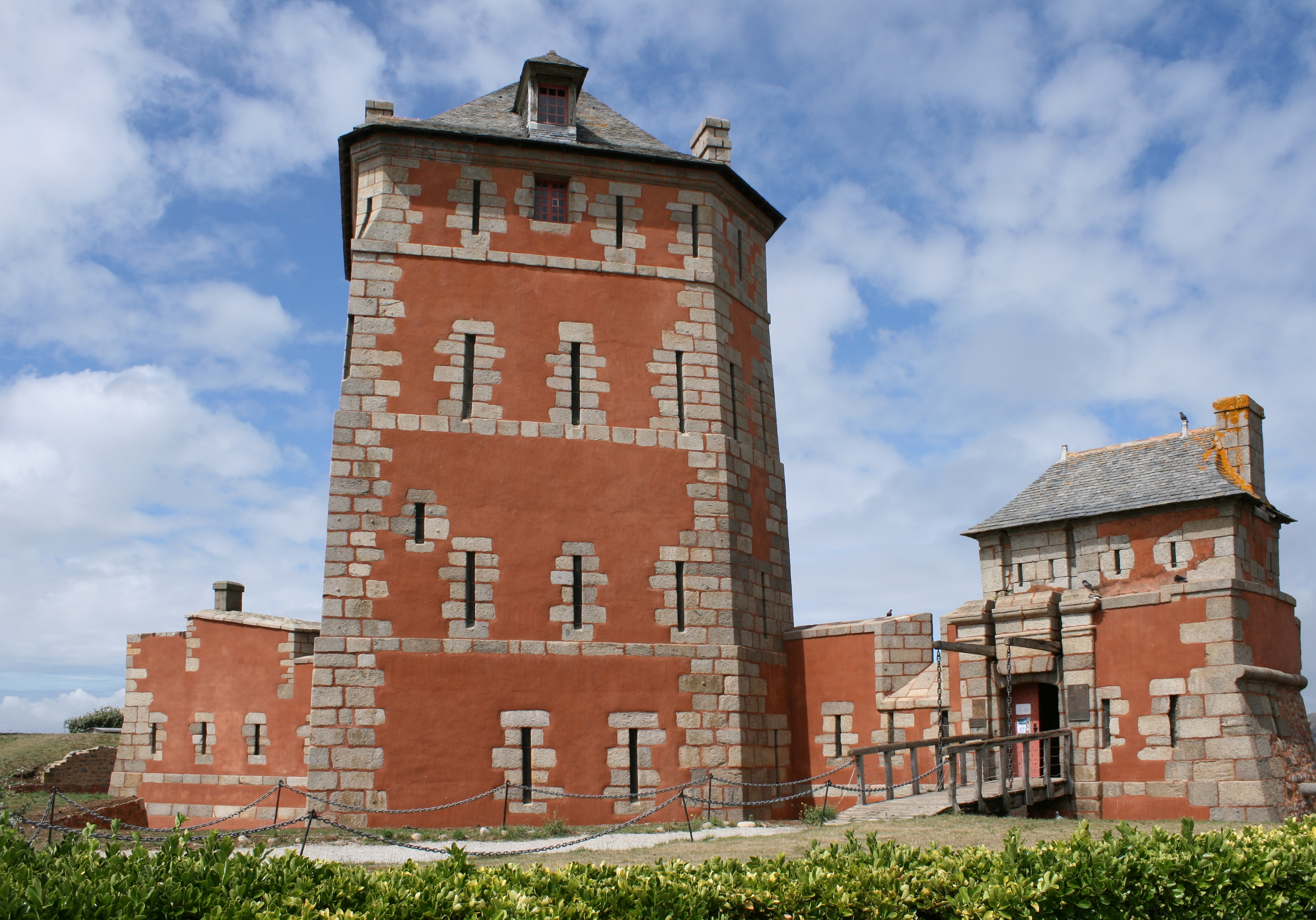
La Torre di Vauban.

Camaret-sur-Mer (in bretone: Kameled) è una nota località balneare sul mer d'Iroise (Oceano Atlantico) e un comune francese di 2 619 abitanti situato nella Penisola di Crozon, dipartimento del Finistère, regione della Bretagna.

## Storia
Il 18 giugno 1694 si svolse la battaglia di Camaret, un tentativo di sbarco anglo-olandese nel corso della guerra della Grande Alleanza. In quell'occasione l'artiglieria francese, sita presso la torre di Vauban ancora in costruzione e comandata dallo stesso Vauban, respinse l'attacco, e il successo ottenuto valse alla cittadina l'esenzione dall'imposta di focatico fino alla rivoluzione francese.

### Simboli
Nello stemma, adottato nel 1878, sono rappresentati il tentativo di sbarco degli anglo-olandesi del 18 giugno 1694 e la Torre di Vauban. Il motto latino concesso da Luigi XIV si traduce: "Custode del litorale armoricano". Il capo di armellino simboleggia la Bretagna.

## Monumenti e luoghi d'interesse

### Torre Vauban
Edificio celebre di Camaret è la Torre di Vauban (Tour Vauban), torre costiera costruita a partire dal 1689 come parte centrale delle fortificazioni realizzate dall'ingegnere militare Sébastien Le Prestre de Vauban.

### Chapelle-de-Notre-Dame-de-Rocamadour
La Chapelle-de-Notre-Dame-de-Rocamadour è una cappella costruita nel XVI secolo sulla sporgenza nota come Sillon de Camaret.

## Società

### Evoluzione demografica
Abitanti censiti

## Economia
Tra le attività principali di Camaret vi è la pesca, in particolare quella dell'astice, che agli inizi del XX secolo sostituì quella delle sardine.

## Amministrazione

### Gemellaggi
- Büsum - Germania